# Уму Ннеочі
Уму Ннеочі (англ. Umu Nneochi) — одна із 17 територій місцевого управління штату Абія, Нігерія.
Адміністративний центр — місто Нквоагу Ізуочі.
Площа — 368 км2. Чисельність населення — 163,928 осіб (станом на 2006 рік).